# William R. Laird

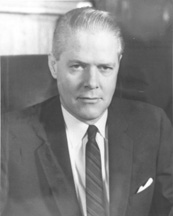
William R. Laird

William Ramsey Laird III (* 2. Juni 1916 in Keswick, Shasta County, Kalifornien; † 7. Januar 1974 in Montgomery, West Virginia) war ein US-amerikanischer Politiker der Demokratischen Partei, der den Bundesstaat West Virginia im US-Senat vertrat.

## Leben
William Laird besuchte die öffentlichen Schulen sowie die Greenbrier Military School in Lewisburg und das Kings College in Bristol (Tennessee), ehe er 1944 seinen Abschluss an der West Virginia University machte. Während des Zweiten Weltkriegs diente er in der US-Marine. Nach der Aufnahme in die Anwaltskammer begann er als Jurist zu praktizieren.
1955 gehörte Laird dem Bildungsausschuss des Staates West Virginia an; ferner war er im Vorstand der Merchants National Bank in Montgomery und der Upper Kanawha Valley Development Association sowie Kuratoriumsmitglied der Laird Foundation. Von 1955 bis 1956 stand er der Steuerbehörde von West Virginia als Commissioner vor. Er legte diesen Posten nieder, nachdem er in den US-Senat in Washington berufen worden war, und trat dort am 13. März 1956 die Nachfolge des verstorbenen Harley M. Kilgore an. Bereits am 6. November desselben Jahres schied er wieder aus dem Senat aus; bei der Nachwahl kandidierte er nicht.
In der Folge war William Laird wieder als Jurist in Fayetteville und Montgomery tätig.